# 拉姆·巴兰·亚达夫
拉姆·巴蘭·亞達夫（1948年2月4日—），尼泊尔建立共和政体後首任总统，尼泊尔大会党中央总书记。亞達夫生于加德满都以南约125公里。2008年尼泊爾建立共和國後競選總統成功，2008年7月23日就職，成為尼泊爾聯邦民主共和國首任總統，也是尼泊爾歷史上首任總統。

## 早年
亞達夫年輕時曾於印度加爾各答學醫，先后获印度加尔各答医学院的医学学士学位和印度昌迪加尔医学研究所的医学博士学位。毕业后，他一直在尼泊尔南部的德赖平原从医。

## 政治生涯
亞達夫後成為尼泊爾大會黨創黨領袖畢·普·柯伊拉臘（現任尼泊爾首相柯伊拉臘的哥哥）的私人醫生。1960年代，尼泊爾國王馬亨德拉取締政黨、實行無黨派評議會制後，拉姆·亞達夫開始參政。而後於1990年代他投身要求恢复民主的“人民运动”，擔任沙阿王朝時期衛生部長。1991年後，亞達夫三次當選為尼泊爾議會議員。1999年成為衛生大臣。
2007年，其住所曾遭激進分子以炸彈襲擊。2008年7月17日，尼泊爾制憲會議第二大黨尼泊爾大會黨秘書長的亞達夫被任命為總統候選人。
在2008年國會大選中，亞達夫以10392張選票擊敗對手成為達奴薩（Dhanusa）區議員。同年5月21日，尼泊爾舉行首次總統選舉，亞達夫作為尼泊爾大會黨候選人，最終在第二輪投票中以308票對282票擊敗對手拉姆·辛格，成為尼泊爾建立共和政體後首任總統。

## 總統任內
2008年尼泊爾建立共和國後，拉姆·亞達夫作為大會黨代表參選總統。7月21日當選，並於22日宣誓就職。2008年7月23日當選尼泊爾總統，前任為吉里賈·普拉薩德·柯伊拉臘（臨時國家元首）。
尼泊爾人均GDP(PPP)約2300美元，排全球150幾名，人口達2600萬（2015年），排全球40幾名。尼泊爾以往是君主立憲國。1995年，毛派共產黨發動武裝革命，尼泊爾陷入內戰。2001年，王室發生怪異血案，王子在飲醉後下殺死國王、王后等多名王室成員後，再吞槍自殺。結果國王的弟弟即位，但在各種陰謀論滿天飛之下，其威信大打折扣。2005年，國王突然宣布國家進入緊急狀態，廢除政府，自掌權力，卻激得國內外一致聲討，被廢除的政府甚至和毛派共產黨議和，決定先解決掉國王。數個月後，國王在龐大壓力下中止緊急狀態，再次上台的政府和毛派共產黨達成協議結束內戰。尼泊爾在選舉後仍然未有新憲法（截至2015年）。自2008年國王退位以來，7年間有過6個不同政府，還有一個臨時政府。

## 政治立場

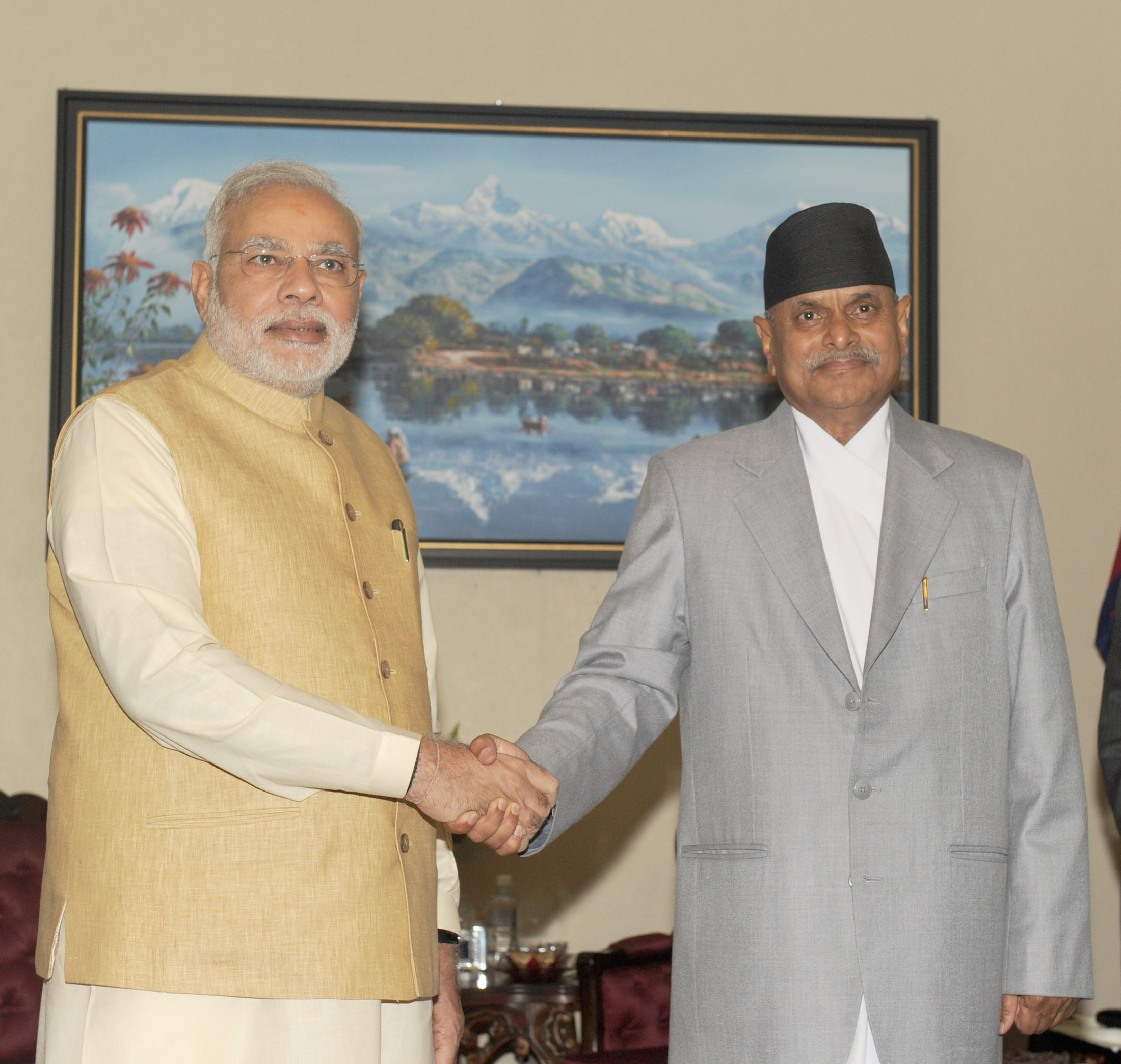
亞達夫與印度總理莫迪會面

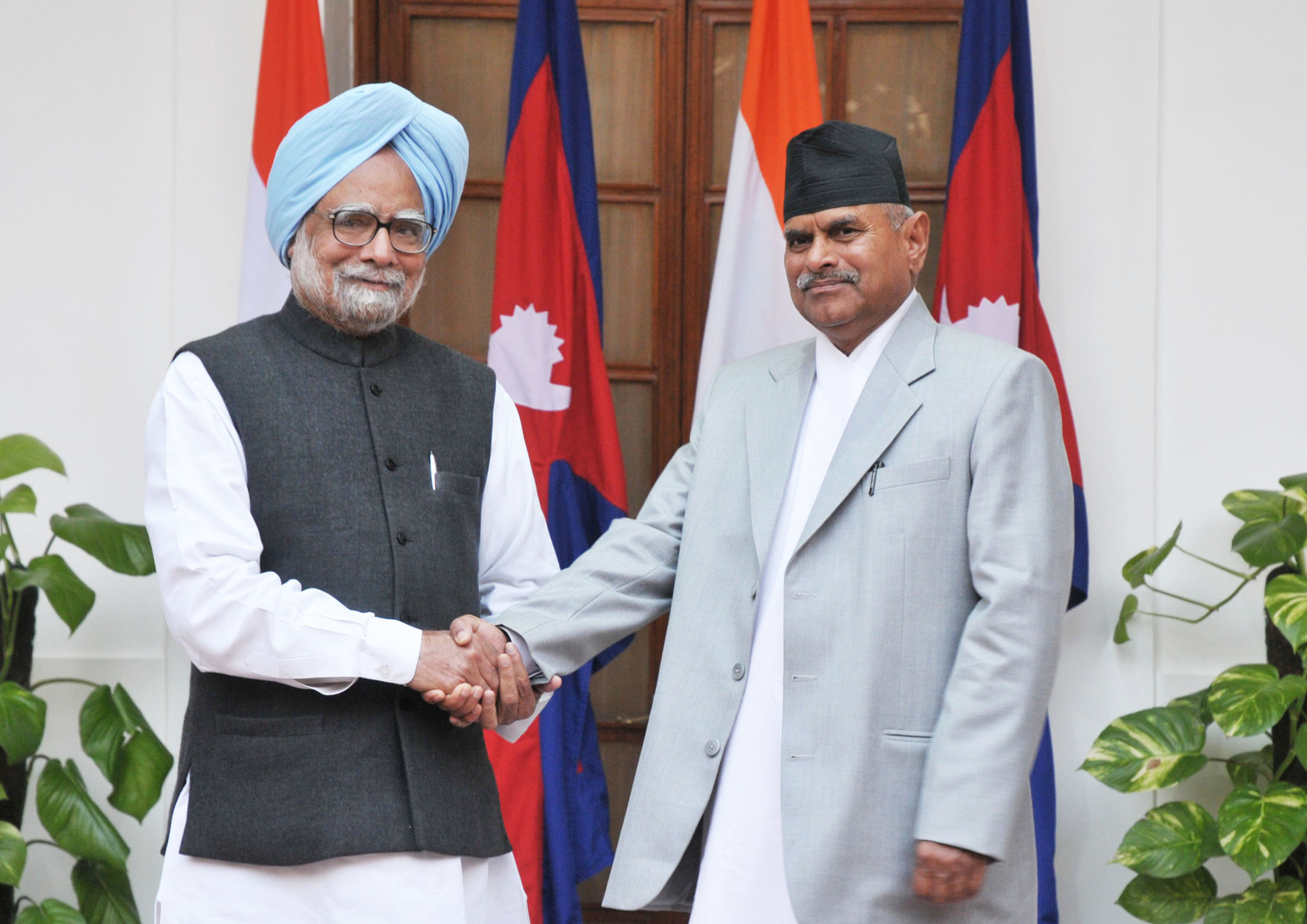
亞達夫與印度總理辛格會面

自2008年國王退位，尼泊爾成為共和國以來，7年間有過6個不同政府，還有一個臨時政府

## 家庭
亞達夫的妻子1983年去世。他育有一女安妮塔·亞達夫（Anita Yadav），兩個兒子錢德拉·莫漢（Chandra Mohan）和錢德拉·謝卡爾（Chandra Shekhar）。